# Herrenhaus Wendorf

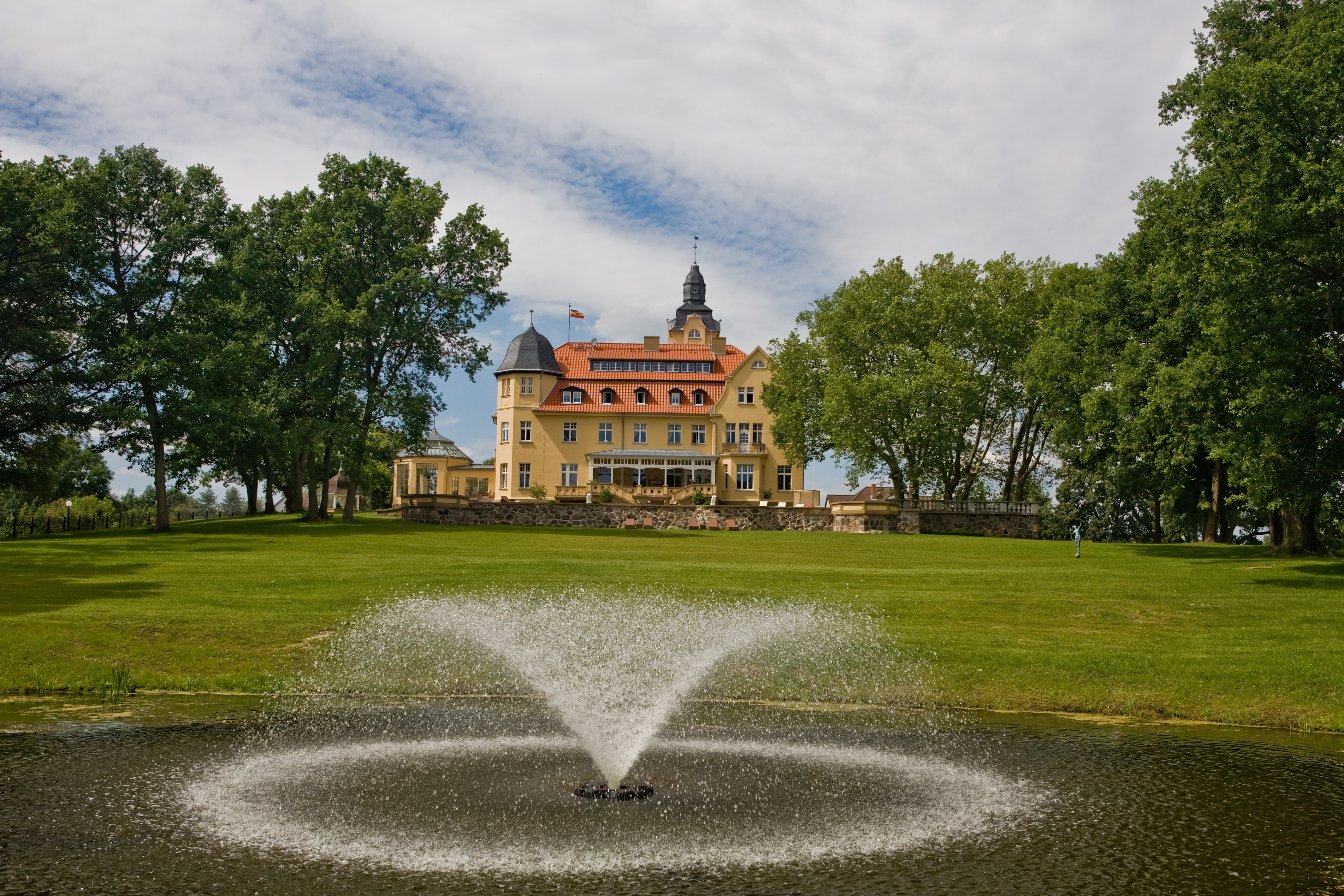
Rückseite vom Schloss Wendorf

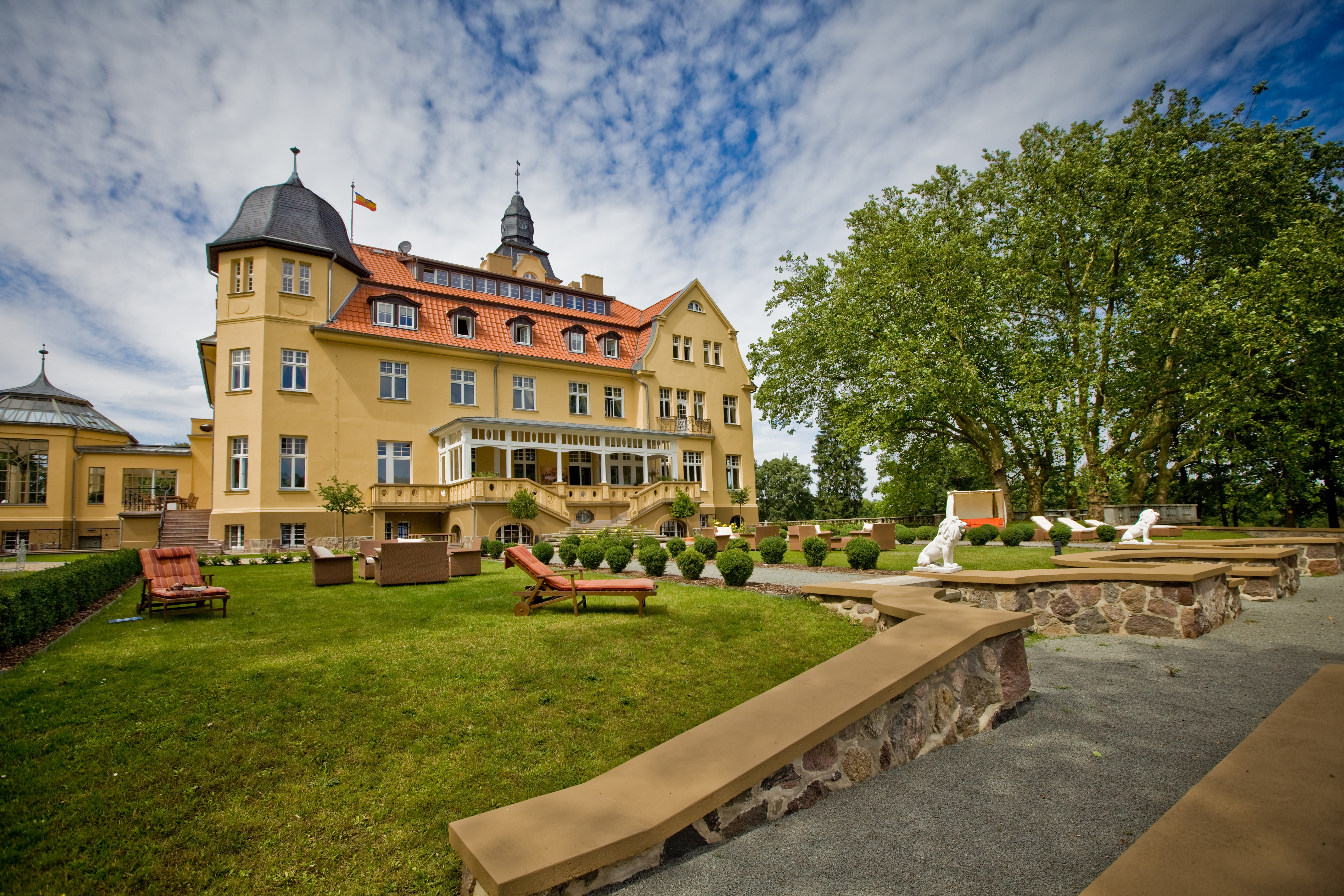
Außenansicht des Schlosshotel Wendorf

Das Herrenhaus Wendorf, im Volksmund auch Jagdschloss Wendorf genannt, ist ein von 1904 bis 1906 errichtetes Schloss in Wendorf im Landkreis Ludwigslust-Parchim in Mecklenburg-Vorpommern. Das Gebäude wird derzeit von den Bernsteinreitern als Hotel genutzt und beinhaltet ein öffentliches Café.
Erstmals erwähnt wurde das Schloss Wendorf als alter Herrensitz auf dem vormaligen Rittergut im Jahr 1637. Es war damals und bis mindestens 1895/1896 im Besitz des Grafengeschlechts von Schack. Im Standardwerk des Güteradressbuches für Mecklenburg-Schwerin wird Ernst von Schack (1850–1896) als Eigentümer der 1150,40 ha genannt, davon 352 ha Wald. Zum Gut gehörte eine Wassermühle und eine Ziegelei. Nach acht Jahren im Besitz von Otto Schondorf verkaufte es dieser im Januar 1904 an Ivan Carl Mackensen von Astfeld (1861–1944). Der neue Eigentümer ließ das Gebäude nach einem Entwurf des Architekten Paul Korff komplett neu errichten. Der zugehörige Gutspark mit einem bis zu 600 Jahre alten Eichenbestand wurde unter Mitwirkung des Gartenarchitekten Reinhold Hoemann gestaltet. Der neue Hausherr war zuletzt Oberst a. D. und mit Hedwig Wittekop verheiratet, Tochter eines braunschweigischen Kommerzienrates. Die beiden Töchter, Gertrud und Erika, heirateten auf Herrenhaus Wendorf, ihre Männer stammten mit Hartwich von Schack-Basthorst (1888–1966) und Carl August von Schlichtegroll-Pentz auf Volzrade aus der grundbesitzenden Nachbarschaft. 1921 war Wendorf und Weberin im Besitz des Obersts Ivan Karl Mackensen von Astfeld, seine Ehefrau Hedwig Mackensen von Astfeld, geborene Wittekop, war Mitinhaberin. Die Begüterung hatte einen Umfang von 1150 ha. Durch die spätere Scheidung des Ehepaares Mackensen von Astfeld 1923 muss ein weiterer Besitzerwechsel zustande gekommen sein.
Wendorf scheint dann wirklich als Jagdschloss gedient zu haben, denn kurz vor der großen Wirtschaftskrise 1928/1929 gehörte das eigentliche Rittergut Oscar Brandt. Wendorf war ein Allodialgut, mit Weberin, und hatte zu diesem Zeitpunkt noch eine restliche Größe von 1104 ha. Pächter war E. A. Lassen. Bereits im Staatshandbuch Mecklenburg 1927 ist der Jurist aufgeführt, mit Wohnsitz in Dortmund, und Pächter Lassen. Nach dem Zweiten Weltkrieg diente das Schloss als Jugendheim.
Nach der Wende wurde der imposante Herrenhaus-Baukörper restauriert und zu dem Schlosshotel Wendorf umgebaut, das im Juni 2009 eröffnet wurde.